# Viomellein
Viomellein ist eine organisch-chemische Verbindung. Es ist ein Mykotoxin, das als Stoffwechselprodukt verschiedener Schimmelpilze, unter anderem von Aspergillus ochraceus und Penicillium viridicatum, entsteht. Diese Schimmelpilze und damit auch Viomellein sind insbesondere auf Gerste vorzufinden. Viomellein wirkt nephrotoxisch. Die Toxizität ist relativ gering; die toxische Dosis bei Mäusen (oral) beträgt 450 mg·kg−1.